# María Sursuvul
María Sursuvul (en búlgaro: Мария Сурсувул) fue la segunda emperatriz consorte (zarina) de Simeón I de Bulgaria. Era la hija o hermana de Jorge Sursuvul, primer ministro y regente del Primer Imperio búlgaro.

## Descendencia
María y Simeón I tuvieron varios hijos, incluyendo:
- Pedro I, quien sucedió a su padre como emperador de Bulgaria.
- Iván, quien se rebeló contra su hermano en 928 y después huyó hacia el Imperio bizantino.
- Benjamín o Boyan